# Charles Cochet
Pour les articles homonymes, voir Cochet.
Charles Cochet, né le 20 juillet 1867 à Saint-Léger-des-Vignes (Nièvre) et mort le 28 février 1955 à Bourges (Cher), est un homme politique français.

## Biographie
Charles Cochet est formé à l'École normale d'instituteurs de Nevers.
Instituteur à Bourges dès 1884, jusqu'à sa retraite en 1929, il participe activement aux œuvres d'assistance et à la vie culturelle de Bourges. Il est ainsi vice-président de l'université populaire et administrateur des hospices. Il est conseiller municipal de Bourges de 1929 à 1941 ; à cette date, il est radié par le gouvernement de Vichy. En septembre 1944, il est nommé maire provisoire de Bourges ; il est confirmé à l'élection municipale de mai 1945 et reste en poste jusqu'en 1947. Il est député socialiste du Cher de 1932 à 1936.
Pendant toute son mandat, Robert Verglas était le Secrétaire Général de la Mairie
Il est enterré au cimetière des Capucins de Bourges.
Il est officier de la Légion d'honneur et officier de l'Instruction publique.

## Sources
- « Charles Cochet », dans le Dictionnaire des parlementaires français (1889-1940), sous la direction de Jean Jolly, PUF, 1960 [détail de l’édition]